# Mandara (berg)

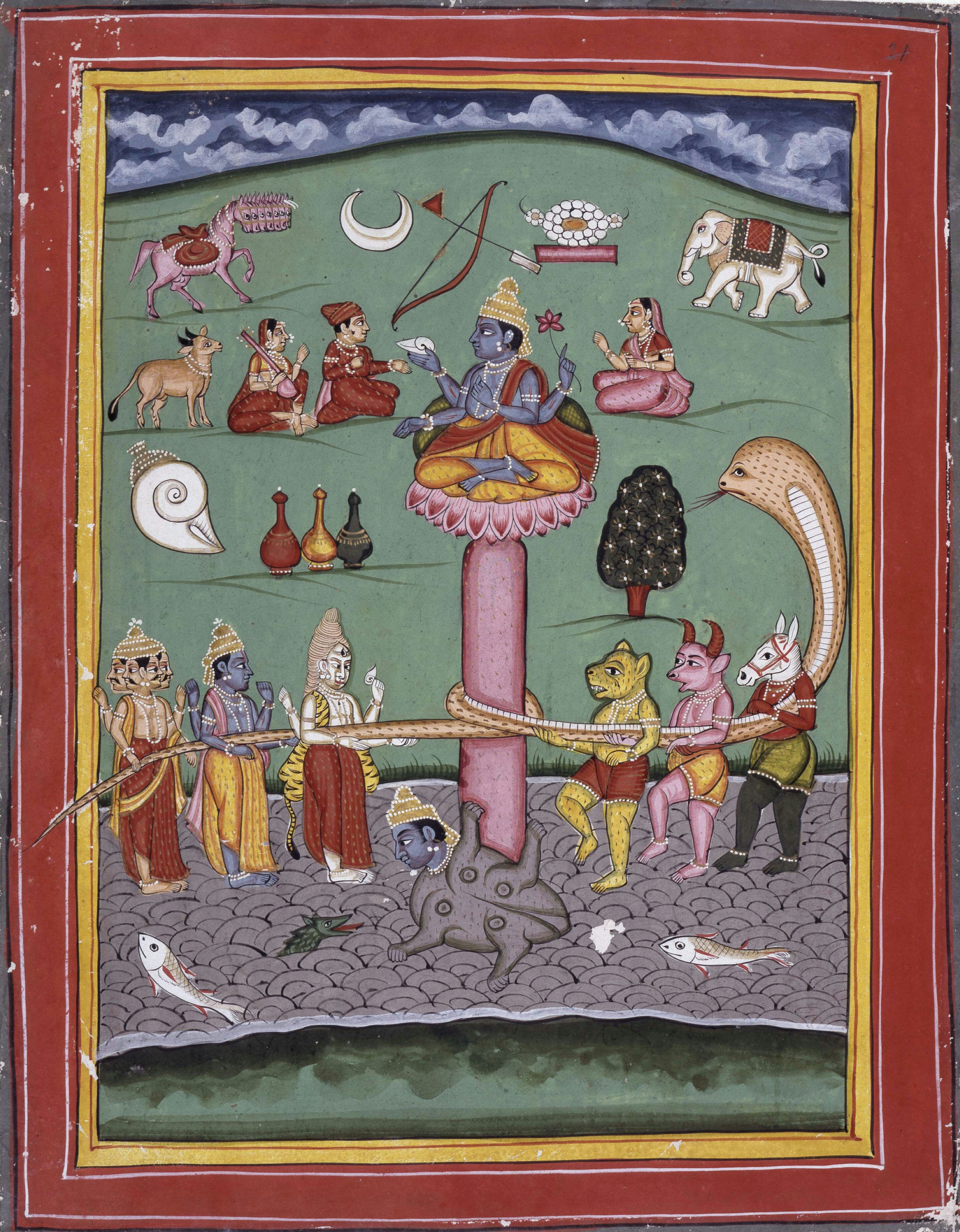
Samudra manthan, het karnen van de melkoceaan, schildering op papier, circa 1800

Mandara is de berg die in het hindoeïsme door de deva's en asura's werd gebruikt om de melkoceaan te karnen en amrita te verkrijgen. 
Om tegen de asura's opgewassen te zijn zochten de deva's naar de onsterfelijkheidsdrank amrita. Daartoe diende de melkoceaan te worden gekarnd en de berg Mandara werd daarbij als karnstok gebruikt. De koning der slangen, Vasuki, werd als touw gebruikt om de berg te laten tollen om haar as. Vishnoe bood zich aan in zijn avatara (belichaming) van Koerma (schildpad) om op zijn rug de berg te dragen. De deva's trokken aan Vasuki's staart, terwijl de asura's aan zijn kop trokken. Uiteindelijk kwamen er verschillende ratna's (schatten) uit de gekarnde melkoceaan naar boven: waaronder Lakshmi, de liefdesgodin en echtgenote van Vishnoe, Airavata, de witte olifant van Indra en Dhanvantari, de geneesheer der goden, die de pot met amrita meebracht.
Hayagriva (Madhusudana), een avatara van Vishnoe, doodde de demon Madhu (zoet, honing) en bedekte hem met de berg Mandara. Madhu stal samen met zijn asura broer Kaitabha de Veda's van Brahma en verborg ze in de diepten van de oeroceaan. Verschillende plaatsen op de heuvel Mandara zouden een verblijfplaats van Krishna, een andere avatara van Vishnoe, zijn.
De heuvel Mandara ligt tussen Bhagalpur en Dunka.